# Cymphonic
Cymphonic is de artiestennaam van de Nederlandse ambientproducer Stanley Swinkels.

## Biografie
Stanley Swinkels werd geboren in 1977 en groeide op in de jaren tachtig met muziek zoals die van Brian Eno, Yellow Magic Orchestra, Kraftwerk en minimal muzikanten zoals Steve Reich. Vanuit deze achtergrond is hij in de jaren negentig begonnen met het produceren van eerst techno en trance. Sinds 2000 richt hij zijn muzikale aandacht vooral op het produceren van ambient.  
De stijl van Cymphonic kan gekenmerkt worden door een verhalende, haast filmische benadering van compositie en door de toepassing van veel verschillende geluidsbronnen waaronder veldopnamen. De geluidscollage die zo ontstaat kan zowel ontspannend als stimulerend worden genoemd. Deze benadering heeft tot een tweetal soloambientuitgaven geleid, namelijk Phonema Sacrata uit 2006 (op het label dataObscura) en Strataradialis uit 2007 (op het label Databloem). Samen met zijn vader werd in 2010 onder de noemer Cymphonic & Vintage H het album Post Mortem Investigations uitgebracht (Databloem). In 2013 volgde het soloalbum Dimensionata, eveneens op het label Databloem.

## Discografie

### Albums
- 2002 - Form & Content
- 2003 - Live@radio100
- 2006 - Phonema Sacrata
- 2007 - Strataradialis
- 2010 - Post Mortem Investigations (samen met Vintage H)
- 2013 - Dimensionata